# Athlete
Ne doit pas être confondu avec Athlète.
Athlete est un groupe britannique de pop rock créé en 1999.
Il est composé de :
- Joel Pott - guitare et chant,
- Carey Willets  - basse et chant
- Steve Roberts - batterie et chœurs
- Tim Wanstall - claviers et chœurs

## Biographie
Amis depuis l'âge de 14 ans, les membres du groupe Athlete tirent leurs influences de groupes comme Grandaddy et The Flaming Lips.[réf. nécessaire] Ils commencèrent par répéter dans les sous-sols de The Bear, un pub qui avait été converti en une église et une sandwicherie, sur Deptford High Street (Londres), en 1999. C'est là qu'ils commencèrent à enregistrer, avant de créer une maquette. Ayant signé avec Regal Records, ils publient leur premier single en février 2002, puis en 2003 leur premier album, Vehicles And Animals, mettant en avant des singles assez populaires tels You Got the Style et El Salvador. L'album remporta une nomination pour un Mercury Music Prize et s'écoula  à plus de 250 000 copies.
Leur second album, dénommé Tourist, obtint la première place des charts UK en 2005[réf. nécessaire], notamment grâce à l'énorme succès du single Wires.
Nombreux de leurs titres sont alors diffusés dans la série "One Tree Hill" : le titre "Wires" a notamment été diffusé à la fin de la saison 2. Cette même chanson apparaît également à la fin de l'épisode 6 de la saison 2 de la série "Vampire Diaries".
Sortie du 4e album "Black Swan" le 24 août 2009. À cette occasion le groupe passe de chez Parlophone à Fiction Records. L'album est produit par le producteur américain Tom Rothrock [Foo Fighters, Elliot Smith, Elbow, Beck]. L'édition limitée de l'album comprend un second CD de 7 titres. La pochette est une œuvre de Natasha Kissell.
Parlophone, l'ancienne maison de disques du groupe, a publié un best of le 19 octobre 2009 intitulé Wires : The Best Of.

## Discographie

### Albums
- 7 avril 2003 : Vehicles And Animals (Parlophone)
- 31 janvier 2005 : Tourist (Parlophone)
- 3 septembre 2007 : Beyond the Neighbourhood (Parlophone)
- 24 août 2009 : Black Swan (Fiction Records)
- 19 octobre 2009 : Wires : The Best Of (Parlophone)

### EP
- 4 mars 2002 : Athlete EP (Regal Records)

### Singles
(En gras, le meilleur classement dans les charts)
- 2002 You Got the Style 37
- 2002 Beautiful 41
- 2003 El Salvador 31
- 2003 Westside 42
- 2005 Wires 4
- 2005 Half Light 16
- 2005 Tourist 43
- 2005 Twenty Four Hours 42
- 2007 Hurricane
- 2009 Superhuman Touch (Fiction Records)